# Tholera autumnalis
Tholera autumnalis là một loài bướm đêm trong họ Noctuidae.